# Nycteola cana
Nycteola cana är en fjärilsart som beskrevs av George Francis Hampson 1912. Nycteola cana ingår i släktet Nycteola och familjen trågspinnare. Inga underarter finns listade i Catalogue of Life.